# Seznam dílů seriálu For All Mankind
Toto je seznam dílů seriálu For All Mankind.

## Přehled řad
| Řada | Díly | Premiéra v USA     | Premiéra v USA    |
| Řada | Díly | První díl          | Poslední díl      |
| ---- | ---- | ------------------ | ----------------- |
| 1    | 10   | 1. listopadu 2019  | 20. prosince 2019 |
| 2    | 10   | 19. února 2021     | 23. dubna 2021    |
| 3    | 10   | 10. června 2022    | 12. srpna 2022    |
| 4    | 10   | 10. listopadu 2023 | 12. ledna 2024    |

## Seznam dílů

### První řada (2019)
| Č. v seriálu | Č. v řadě | Původní název         | Český název       | Režie                | Scénář                                                                    | Premiéra na Apple TV+ |
| ------------ | --------- | --------------------- | ----------------- | -------------------- | ------------------------------------------------------------------------- | --------------------- |
| 1            | 1         | Red Moon              | Rudý Měsíc        | Seth Gordon          | námět: Ronald D. Moore, Matt Wolpert a Ben Nedivi scénář: Ronald D. Moore | 1. listopadu 2019     |
| 2            | 2         | He Built the Saturn V | Postavil Saturn V | Seth Gordon          | Matt Wolpert a Ben Nedivi                                                 | 1. listopadu 2019     |
| 3            | 3         | Nixon's Women         | Nixonovy ženy     | Allen Coulter        | Nichole Beattie                                                           | 1. listopadu 2019     |
| 4            | 4         | Prime Crew            | Základní posádka  | Allen Coulter        | Naren Shankar                                                             | 8. listopadu 2019     |
| 5            | 5         | Into the Abyss        | Do propasti       | Sergio Mimica-Gezzan | David Weddle a Bradley Thompson                                           | 15. listopadu 2019    |
| 6            | 6         | Home Again            | Zpátky doma       | Sergio Mimica-Gezzan | Stephanie Shannon                                                         | 22. listopadu 2019    |
| 7            | 7         | Hi Bob                | Ahoj Bobe         | Meera Menon          | Ronald D. Moore                                                           | 28. listopadu 2019    |
| 8            | 8         | Rupture               | Trhlina           | Meera Menon          | Nichole Beattie                                                           | 6. prosince 2019      |
| 9            | 9         | Bent Bird             | Plavidlo v nouzi  | John Dahl            | David Weddle a Bradley Thompson                                           | 13. prosince 2019     |
| 10           | 10        | A City upon a Hill    | Město na kopci    | John Dahl            | Matt Wolpert a Ben Nadivi                                                 | 20. prosince 2019     |

### Druhá řada (2021)
| Č. v seriálu | Č. v řadě | Původní název       | Český název               | Režie                | Scénář                          | Premiéra na Apple TV+ |
| ------------ | --------- | ------------------- | ------------------------- | -------------------- | ------------------------------- | --------------------- |
| 11           | 1         | Every Little Thing  | Každá maličkost           | Michael Morris       | Ronald D. Moore                 | 19. února 2021        |
| 12           | 2         | The Bleeding Edge   | Riskantní úkol            | Michael Morris       | Matt Wolpert a Ben Nedivi       | 26. února 2021        |
| 13           | 3         | Rules of Engagement | Pravidla pro použití síly | Andrew Stanton       | Stephanie Sahnnon               | 5. března 2021        |
| 14           | 4         | Pathfinder          | Pathfinder                | Andrew Stanton       | David Weddle a Bradley Thompson | 12. března 2021       |
| 15           | 5         | The Weight          | Tíha                      | Meera Menon          | Nichole Beattie a Joe Menosky   | 19. března 2021       |
| 16           | 6         | Best-Laid Plans     | Dokonalé plány            | Meera Menon          | Joe Menosky                     | 26. března 2021       |
| 17           | 7         | Don't Be Cruel      | Nebuď krutý               | Dennie Gordon        | Nichole Beattie                 | 2. dubna 2021         |
| 18           | 8         | And Here's to You   | Vzdání holdu              | Dennie Gordon        | Ronald D. Moore                 | 9. dubna 2021         |
| 19           | 9         | Triage              | Triáž                     | Sergio Mimica-Gezzan | Bradley Thompson a David Weddle | 16. dubna 2021        |
| 20           | 10        | The Grey            | Šeď                       | Sergio Mimica-Gezzan | Matt Wolpert a Ben Nedivi       | 23. dubna 2021        |

### Třetí řada (2022)
| Č. v seriálu | Č. v řadě | Původní název              | Český název         | Režie           | Scénář                          | Premiéra na Apple TV+ |
| ------------ | --------- | -------------------------- | ------------------- | --------------- | ------------------------------- | --------------------- |
| 21           | 1         | Polaris                    | Polaris             | Sarah Boyd      | Matt Wolpert a Ben Nedivi       | 10. června 2022       |
| 22           | 2         | Game Changer               | Změna hry           | Sarah Boyd      | David Weddle a Bradley Thompson | 17. června 2022       |
| 23           | 3         | All In                     | Vabank              | Wendey Stanzler | Nichole Beattie                 | 24. června 2022       |
| 24           | 4         | Happy Valley               | Šťastné údolí       | Wendey Stanzler | Joe Menosky                     | 1. července 2022      |
| 25           | 5         | Seven Minutes of Terror    | Sedm minut hrůzy    | Andrew Stanton  | Sabrina Almeida                 | 8. července 2022      |
| 26           | 6         | New Eden                   | Nový ráj            | Andrew Stanton  | Stephanie Shannon               | 15. července 2022     |
| 27           | 7         | Bring It Down              | Kolaps              | Dan Liu         | Nichole Beattie                 | 22. července 2022     |
| 28           | 8         | The Sands of Ares          | Písky Áreovy        | Dan Liu         | Joe Menosky a Eric Phillips     | 29. července 2022     |
| 29           | 9         | Coming Home                | Návrat domů         | Craig Zisk      | David Weddle a Bradley Thompson | 5. srpna 2022         |
| 30           | 10        | Stranger in a Strange Land | Cizinec v cizí zemi | Craig Zisk      | Matt Wolpert & Ben Nedivi       | 12. srpna 2022        |

### Čtvrtá řada (2023)
| Č. v seriálu | Č. v řadě | Původní název     | Český název       | Režie                | Scénář                                      | Premiéra na Apple TV+ |
| ------------ | --------- | ----------------- | ----------------- | -------------------- | ------------------------------------------- | --------------------- |
| 31           | 1         | Glasnost          | Glasnosť          | Lukas Ettlin         | Matt Wolpert a Ben Nedivi                   | 10. listopadu 2023    |
| 32           | 2         | Have a Nice Sol   | Přejeme hezký sol | Lukas Ettlin         | David Weddle a Bradley Thompson             | 17. listopadu 2023    |
| 33           | 3         | The Bear Hug      | Medvědí objetí    | Dan Liu              | Andrew Black                                | 24. listopadu 2023    |
| 34           | 4         | House Divided     | Rozhádaný dům     | Dan Liu              | Sabrina Almeida                             | 1. prosince 2023      |
| 35           | 5         | Goldilocks        | Zlatovláska       | Sylvain White        | Jovan Robinson                              | 8. prosince 2023      |
| 36           | 6         | Leningrad         | Leningrad         | Sylvain White        | Eric Phillips                               | 15. prosince 2023     |
| 37           | 7         | Crossing the Line | Překročení čáry   | Maja Vrvilo          | Andrew Black                                | 22. prosince 2023     |
| 38           | 8         | Legacy            | Odkaz             | Maja Vrvilo          | Bradley Thompson a David Weddle             | 29. prosince 2023     |
| 39           | 9         | Brazil            | Brazílie          | Sergio Mimica-Gezzan | David Weddle, Bradley Thompson a Kate Burns | 5. ledna 2024         |
| 40           | 10        | Perestroika       | Perestrojka       | Sergio Mimica-Gezzan | Matt Wolpert & Ben Nedivi                   | 12. ledna 2024        |